# Gattò di patate
Il gattò di patate (o gatò) è una torta salata a base di patate tipica della cucina napoletana

## Etimologia
L'etimologia della parola ha le sue basi nel francese gâteau, che significa  genericamente "torta". Il termine gâteau, in lingua napoletana adottato graficamente in gattò, è utilizzato tout court per indicare il gattò di patate, ma in lingua originale indica una qualsiasi torta, dolce o salata, o anche dolci come i semifreddi e agrodolci come le preparazioni al formaggio tipiche del medioevo. La traduzione corretta in italiano della preparazione è dunque "sformato di patate".

## Storia
Dopo il 1768, con le nozze della regina Maria Carolina, figlia di Maria Teresa Lorena-Asburgo, moglie di Ferdinando II di Napoli e III di Sicilia, futuro Ferdinando I delle Due Sicilie, Napoli divenne luogo di confronto delle grandi cucine europee. La nuova regina rafforzò nella capitale del Regno di Napoli il gusto francese e la consuetudine di affidare il servizio di cucina ai "monsieurs", cuochi di alto rango che, a partire da quel tempo, i napoletani cominciarono a chiamare "monzù" ed i siciliani "monsù", dalla corruzione del termine francese. Nell'arco di pochi decenni, assunsero denominazioni francesi alcune tradizionali pietanze partenopee e sicule: il gattò, la pasta al gratin, il crocchè, il ragù, il sartù di riso, il supplì.

## Ingredienti e preparazione

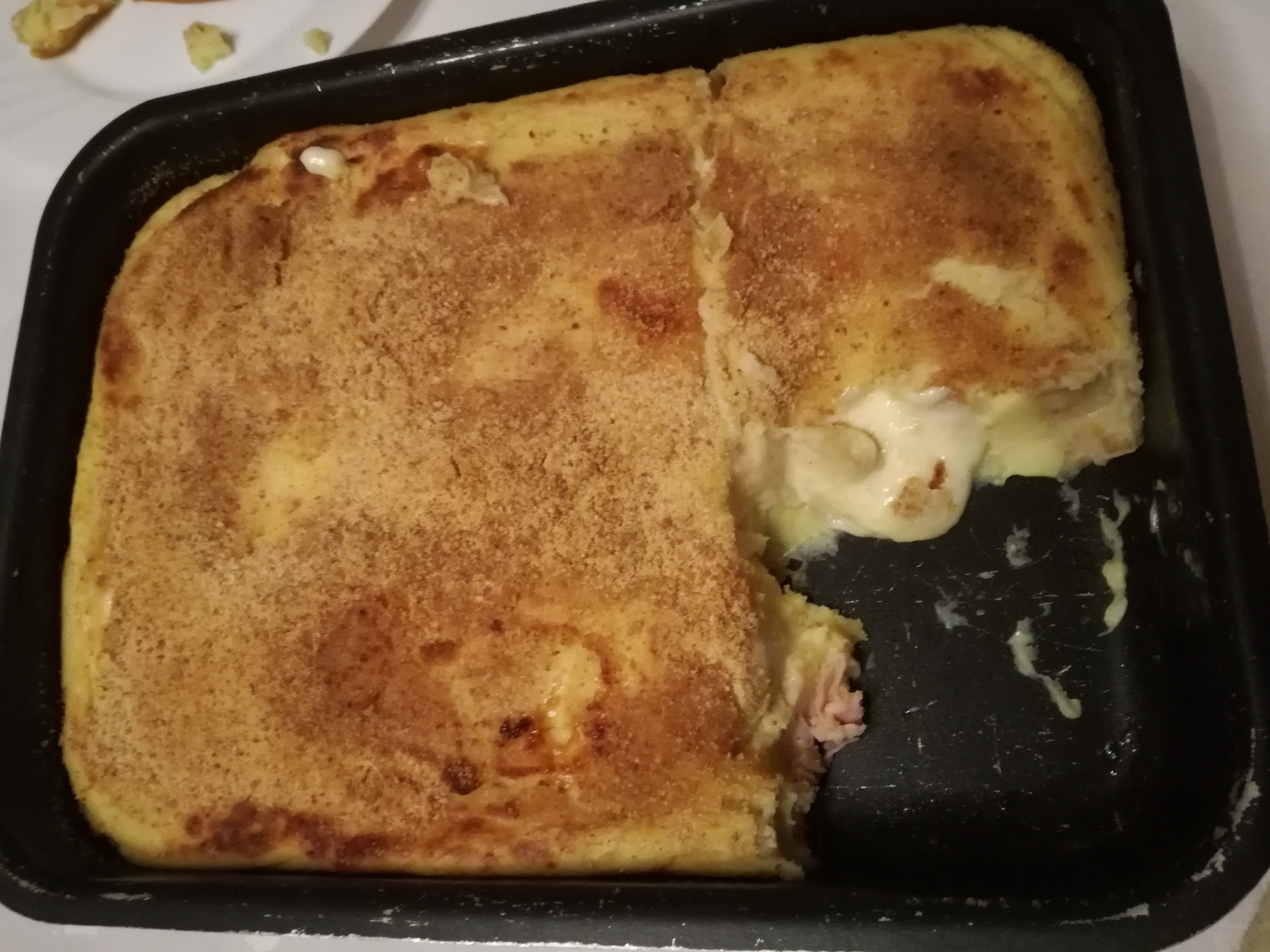
Un gattò aperto

Gli ingredienti possono variare a seconda della regione e del gusto personale. La ricetta base prevede in genere questi ingredienti:
- 1 kg di patate, preferibilmente a pasta bianca
- 50 g di burro per la purea e qualche ricciolo per la teglia
- 1-2 uova
- 150 g di prosciutto cotto o mortadella (tagliato a dadini o affettati)
- 100 g di scamorza (o provola affumicata)
- 50-100 g di parmigiano grattugiato
- 100 g di mozzarella
- sale, pepe, pangrattato q.b.

(le dosi possono variare e, volendo, si può aggiungere del latte, salame, prezzemolo, noce moscata, olio EVO, etc...; se si usa la mozzarella è consigliabile non aggiungere latte)
Le patate vengono lessate, sbucciate quindi schiacciate. Si aggiungono burro (o olio), parmigiano, uova, prosciutto o mortadella, scamorza e mozzarella tagliate a dadini e si mescola bene la purea in una ciotola.
Si versa quindi la purea nella teglia e, dopo averla spianata bene con una spatola si cosparge la superficie con pangrattato e riccioli di burro. La cottura avviene in forno, fino a quando non si forma una crosta dorata. 
Si può servire caldo, soprattutto se viene usata la mozzarella, oppure freddo.